# Mary Leakey
Mary Leakey (London, 1913. február 6. – Nairobi, 1996. december 9.) brit régész és antropológus. Megtalálta az első Proconsul koponyát, melynek vizsgálata számos új információt szolgáltatott az emberré válás folyamatának megértéséhez.

## Élete
1913. február 6-án Londonban született Mary Douglas Nicol néven egy művészcsaládban. Már gyermekkorában érdekelte a régészet. Franciaországi útjuk alatt kiváló másolatokat készített barlangrajzokról. Később archeológiát és geológiát tanult az egyetemen, de nem szerette a csupán elméleti ismeretanyag magolását és Dorothy Liddellnek köszönhetően sikerült terepmunkához jutnia egy devoni ásatáson. Rajztehetségének hála több könyvben illusztrációt készíthetett. Elismert rajzai révén ismerte meg a családos Louis Leakey cambridge-i régészprofesszort, aki felkérte Maryt könyvének illusztrálására. A munkakapcsolatuk során végül viszonyba bonyolódtak. Amikor 1933-ban kapcsolatuk kitudódott, a botrány kitörése után Leakey bejelentette, hogy elválik feleségétől, aki előző évben szülte meg fiukat, Colint.
A botrány miatt Louis Leakey elvesztette minden anyagi és szakmai támogatását, így egy ideig szegényes körülmények között éltek. Végül a Royal Society adott némi támogatást, hogy Louis folytathassa kutatásait. Miután 1936-ban sikerült Louis Leakey-nek elválnia, elvette Mary-t egy polgári szertartás keretében. A pár ezután afrikai expedícióra indult és a munkában is jó volt az összhang közöttük. Sokáig nem értek el nagyobb sikert ezek az ásatások. Főleg bazaltból és kvarcitból készült korai ember-, illetve emberelőd-alkotta tárgyakat és eszközöket találtak. Mary első sikere az volt, amikor 1948-ban megtalálta az úgynevezett Proconsul africanus koponyát. Végül a várt nagy áttörést akkor sikerült elérni, amikor az ásatások során 1959 nyarán a tanzániai Olduvai hasadékban rengeteg hominida maradványra bukkant. Az egyiket Zinjanthropusnak nevezték el, ami ma Australopithecus boisei néven ismert szakmai körökben.
A leletet Mary 600 ezer évesre becsülte, de a Berkeley Egyetem geofizikusainak megállapítása szerint 1,75 millió éves. Ez a felfedezés meghozta a hírnevet számukra és a szakma befogadta Maryt is. Ennél is fontosabb, hogy komoly anyagi támogatásokat is kaptak a munkájuk folytatásához. Louis, mivel a múzeumtól munkája miatt csak hétvégeken tudott elszakadni, 1960-ban kutatási igazgatónak nevezte ki Maryt az olduvai ásatásoknál. Ettől az időtől kezdve Mary önállóan, saját munkatársakkal dolgozott.
Mary már kora reggel a feltárásnál munkálkodott, ásott, szitált, ruházata kopott és régi volt. Munkája közben egyik cigarettáról a másikra gyújtott, dalmata kutyái mindig mellette voltak. Louisszal rádió útján tartotta a kapcsolatot. Hétvégeken megállás nélkül tette meg az Olduvai és Nairobi közötti 575 km-es távolságot. Tizenéves fiai, Richard és Philip iskolaszünetekben és a szabadság alatt voltak vele. Újabb szakmai siker volt, amikor 1961-ben és 1964-ben a hasadékban újra értékes, Homo habilis leletet találtak. 1976-ban vulkáni tufában megkövesedett lábnyomokat talált, amit ma laetoli lábnyomokként ismert a régészetben. Ezek a nyomok fontos információval szolgáltak a felegyenesedett, a mellső végtagra már egyáltalán nem támaszkodó elődökről.
A pár jól ismerte a hegyi gorillákat tanulmányozó Dian Fossey-t, és a csimpánzokat tanulmányozó Jane Goodallt is. Három fiuk született: Jonathan (1940), Richard (1944) és Philip (1949). Mary még férje 1972-es halála után is folytatta a munkát. 1996-ban Nairobiban hunyt el. Fia, Richard Leakey, annak felesége, Meave, valamint lányuk, Louise, folytatva a családi hagyományt régészettel foglalkozik.